# جان یلدام ویتفیلد
جان یلدام ویتفیلد (انگلیسی: John Yeldham Whitfield; ۱۱ اکتبر ۱۸۹۹ – ۲۳ سپتامبر ۱۹۷۱) فرد نظامی اهل بریتانیا بود. وی همچنین برندهٔ جوایزی همچون نشان حمام و نشان امپراتوری بریتانیا شده‌است.